# 開陽大廈
開陽大廈（Cayan Tower）是位於阿拉伯聯合大公國杜拜的一座摩天大樓，高306.4公尺，於2013年完工。建築由SOM建築設計事務所設計，以旋轉九十度的外牆為大樓特色。